# Métropole de Naupacte et Saint-Blaise
La Métropole de Naupacte et Saint-Blaise (en grec byzantin : Ιερά Μητρόπολις Ναυπάκτου και Αγίου Βλασίου) est un évêché de l'Église orthodoxe de Grèce. Elle a son siège à Naupacte et étend son ressort sur la partie orientale de l'Étolie-Acarnanie.

## La cathédrale
- C'est l'église Saint-Démétrios de Naupacte.

## Les métropolites
- Iérothéos (Vlachos) (el) depuis 1995.

## Le territoire
Il est divisé en dix régions :

### Région de Naupacte
12 paroisses dont :
- à Naupacte, Saint-Démétrios, Saint-Georges, Sainte-Parascève, Saint-Nicolas et Saint-Spyridon.

### Région de Naupactide I
11 paroisses dont :
- Antirion, Saint Nicolas

### Région de Naupactide II
9 paroisses

### Région dePyllèneI
9 paroisses dont :
- Gavros, Saint-Démétrios.

### Région de Pyllène II
9 paroisses dont :
- Pokista, Saint-Nicolas.

### Région de Proschios
10 paroisses dont :
- Chomori, Saint-Charalampe

### Région d'Apodotie
11 paroisses.

### Région d'Ophionie
7 paroisses.

### Région de Klépaïde
7 paroisses dont :
- Klépa (en), 2 paroisses : Taxiarques et Saint-Georges.

### Région de Saint-Blaise
17 paroisses dont :
- Agios Vlassios (el) (Saint-Blaise).

## Les sources
- (el) Le site de la métropole : https://www.parembasis.gr/index.php/el/